# ポーン・キングピッチ 対 海老原博幸戦
ポーン・キングピッチ 対 海老原博幸戦（ポーンキングピッチ たい えびはらひろゆきせん）は、1963年9月18日に東京の東京体育館で行われた世界フライ級タイトルマッチである。王者ポーン・キングピッチ（タイ）に、挑戦者海老原博幸（日本）が1回KO勝ちを収め、日本人ボクサーとして3人目の世界王者となった。翌年1月23日のリターンマッチではキングピッチが勝利した。